# Phonograph Blues
Phonograph Blues è una canzone blues di Robert Johnson.

## Il brano
La canzone fa parte dei brani di Johnson inerenti all'impotenza sessuale (come Terraplane Blues o Dead Shrimp Blues). Infatti, una possibile lettura del testo (che in alcuni versi parla della puntina di un fonografo rotta) può appunto essere l'incapacità di avere un rapporto sessuale.

## Curiosità
Il brano fu inserito nel 1970 nell'album King of Delta Blues Singers, Vol.2.